# House of the Temple
House of the Temple — масонский храм Верховного совета южной юрисдикции Древнего и принятого шотландского устава США (официальное название — «Верховный Совет 33°, Древнего и принятого шотландского устава масонства, южной юрисдикции», Вашингтон, округ Колумбия, США).
Он расположен в Нортвесте (округ Колумбия), 1733, на 16-й улице, в районе Дюпон сёкл. Полное название верховного совета звучит так: «Верховный совет (Материнский совет мира) верховных генеральных инспекторов Храма Соломона, тридцать третьей степени Древнего и принятого шотландского устава масонства южной юрисдикции США».

## История
31 мая 1911 года, через 110 лет после основания первого верховного совета ДПШУ, великий командор Джеймс Д. Ричардсон вскопал землю на месте, где сейчас стоит House of the Temple, а 18 октября 1911 года великий мастер Великой ложи округа Колумбия Дж. Клод Кейпер заложил в северо-восточном углу здания краеугольный камень.
Храм спроектировал известный архитектор Джон Рассел Поуп, который взял в качестве основной идеи здание Мавзолея в Галикарнасе, одного из семи чудес древнего мира. Здание было построено четыре года спустя, 18 октября 1915 года.
Дизайн здания был оценён очень высоко архитекторами того времени, а архитектор Джон Рассел Поуп выиграл золотую медаль Архитектурной лиги Нью-Йорка в 1917 году. В своей книге «Архитектура США», написанной в 1920 году, французский архитектор Жак Гребе описал здание так: памятник примечателен своей роскошью… ансамбль является замечательной возможностью для изучения античной архитектуры, запечатлённой в нём с могучим достоинством. В 1928 году в книге американского архитектора Фиска Кимбалла House of the Temple назван примером торжества классической формы в Америке. В 1920-х годах группа архитекторов назвала его одним из трёх лучших общественных зданий в Соединенных Штатах, наряду с Капитолием штата Небраска и зданием штаб-квартиры Панамериканского союза в Вашингтоне в 1932 году. House of the Temple был оценён в опросе федеральных государственных архитекторов как одно из десяти лучших зданий в стране.
Генерал конфедерации и бывший Державный верховный генеральный инспектор Альберт Пайк был автором книги «Мораль и Догма Древнего и принятого шотландского устава масонства», которая подробно описывает 32 из 33 градуса ДПШУ. В книге описаны наставления и ритуалы, связанные с каждым градусом, а также другие процессуальные аспекты масонских лож. В 1944 году останки Альберта Пайка были перенесены с кладбища «Оак хилл» в House of the Temple. Также в House of the Temple были погребены в 1952 году останки бывшего великого командора Джона Генри Кауэлса, после его 31-летнего пребывания в должности великого командора Верховного совета южной юрисдикции. House of the Temple также владеет одной из самых больших коллекций материалов, связанных с жизнью и творчеством шотландского поэта и масона Роберта Бёрнса. Материалы хранятся в библиотеке храма, которая также является первой публичной библиотекой в Вашингтоне.
House of the Temple зарегистрирован, как составляющая (contributing property) исторического района 16-й улицы. В 1978 году он был включён в Национальный реестр исторических мест США.
С 1990 по 2011 год, на территории храма располагался общественный сад, который занимал площадь около 0,25 акров (1000 м2), и был разделён на 70 небольших участков. Осенью 2011 года сад был закрыт, а территория использовалась для работ по реставрации храма.

## В популярной литературе
В 1951 году, в научно-фантастическом фильме «День, когда остановилась Земля», House of the Temple виден на заднем плане в эпизоде, где вашингтонский полицейский пытается запустить двигатель мотоцикла.
В 2009 году, в романе «Утраченный символ» Дэна Брауна, здание является местом для нескольких ключевых сцен.

## Галерея
- Миниатюрная копия Мавзолея в стамбульском парке Миниатюрк
- Фасад здания
- Лестничный марш, ведущий ко входу в здание
- House of the Temple ночью
- Место, где располагался сад
- Сфинкс у фасада здания
- Трон великого командора
- Библиотека